# Al-Ahmadiyah
Al-Ahmadiyah (arabe : également orthographié Ahmediye; aussi connu comme el-Hamediyeh ou Ammudiya), est un ancien village syrien dans le centre du plateau du Golan, à 15 kilomètres au sud-est du lac Hula.
Il a été dépeuplé au cours de la guerre des Six Jours en 1967, sa population n'a pas été autorisée à y revenir depuis l'occupation du Golan par Israël. La colonie israélienne de Qatzrin a été établie à deux kilomètres au sud.
Ce pourrait-être le site de l'ancienne ville juive de Έχβατάνα ou έν Βατάναια une des deux villes principales de Batanée au Ier siècle selon Flavius Josèphe.

## Histoire
Les restes de deux antiques synagogues ont été découvertes à al-Ahmadi. Ce pourrait être le site de l'ancienne ville juive d'Ecbatane (Έχβατάνα aussi orthographiée έν Βατάναια ou έν Βατάνοις). Une des deux villes (avec Bathyra) où Hérode le Grand a installé le « babylonien » Zamaris et son clan pour qu'ils s'opposent au banditisme Trachonide dans la dernière décennie de son règne (v. 10 - 7 av. J.-C.). Elle fait partie avec Bathyra des deux villes les plus importantes de Batanée. Toutefois, sans être directement contestée cette localisation n'est pas reprise par tous les historiens, ainsi Simon Claude Mimouni estime que la ville de Bathyra n'est pas localisée de même que la position précise de la Batanée. À la mort d'Hérode le Grand (-4) la Batanée est transférée à un de ses fils Philippe le Tétrarque. Alors que la succession de celui-ci est ouverte une bataille a lieu à proximité de Gamala dans laquelle Hérode Antipas perd son armée. Selon Flavius Josèphe, cette défaite a été considérée au sein de la population juive comme une vengeance divine contre Antipas pour le punir d'avoir mis à mort Jean le Baptiste et dont le roi nabatéen Arétas IV n'aurait été que l'instrument. Après ce désastre et la mort de Tibère (mars 37) Agrippa Ier devient roi de Batanée avec la Trachonitide, l'Hauranitide et la Gaulanitide. À sa mort en 44, la région passe directement sous le contrôle de la province impériale de Judée. Agrippa II en devient roi vers 54-55. Le petit-fils de Zamaris, Philippe fils de Iakimos est signalé dans la région jusque vers l'époque d'Agrippa II. Après avoir échoué à empêcher le déclenchement de la révolte à Jérusalem à la tête de 2000 cavaliers originaires de la région (66), il se réfugie dans la forteresse de Gamala tout comme les habitants d'Ecbatane et ils y restent jusqu'à la prise de la ville par les Romains (automne 67).
Un certain nombre d'artefacts témoignent de l'existence d'une colonie juive dans le village au cours du IVe siècle, tels qu'un bas-relief comprenant une menorah à neuf branches,. Des ostracons datant des califats omeyyade et abbasside ont également été trouvés dans le village.
La première étude archéologique de Al-Ahmadiyah a été réalisée par Gottlieb Schumacher en 1884. Il indique alors que le village était habité par environ 70 Turcs de Syrie vivant dans des habitats rudimentaires exerçant une activité agricole. Il était situé au bas d'une colline où se trouvent des ruines connues sous le nom de Shuwaikah. Les résidents avaient utilisé les pierres de ces ruines pour construire al-Ahmadi. Ces ruines datent de l'ère romaine, comme l'indiquent les reliefs sculptés comme des aigles romaines et d'autres animaux. En 1968, une autre exploration effectuée cette fois par l'archéologue israélien S. Guttman, a trouvé de nouveaux tessons des époques romaine et byzantine ainsi que des pièces datant de la période hellénistique. Guttman a déterminé que la taille de l'antique colonie s'étendait sur 35 000 m2.